# Campeonato Provincial de Fútbol de Segunda Categoría de Loja 2021
El Campeonato Provincial de Segunda Categoría de Loja 2021 fue un torneo de fútbol en Ecuador en el cual compitieron equipos de la provincia de Loja. El torneo fue organizado por Asociación de Fútbol Profesional de Loja (AFPL) y avalado por la Federación Ecuatoriana de Fútbol. Empezó el 19 de junio y finalizó el 14 de agosto. Participaron 6 clubes de fútbol y entregó tres cupos a los play-offs del Ascenso Nacional 2021 por el ascenso a la Serie B, además el campeón provincial clasificó a la primera fase de la Copa Ecuador 2022.

## Sistema de campeonato
El sistema determinado por la Asociación de Fútbol Profesional de Loja fue el siguiente:
- Se jugó una etapa única con los seis equipos establecidos, fue todos contra todos ida y vuelta (10 fechas), al final el equipo que terminó en primer lugar clasificó a los play-offs del Ascenso Nacional 2021 como campeón provincial y además clasificó a la Copa Ecuador 2022, también clasificaron el equipo que terminó segundo lugar como subcampeón provincial y el equipo que terminó en tercer lugar.[3][4]

## Equipos participantes
| Equipos participantes                      | Equipos participantes | Equipos participantes                             |
| ------------------------------------------ | --------------------- | ------------------------------------------------- |
|                                            |                       |                                                   |
| Equipo                                     | Ciudad                | Estadio                                           |
| Club Deportivo Loja Federal                | Loja                  | Estadio Federativo Reina del Cisne                |
| Club Deportivo Formativo Valle de Catamayo | Catamayo              | Estadio de la Liga Deportiva Cantonal de Catamayo |
| Club Sportivo Loja                         | Loja                  | Estadio Federativo Reina del Cisne                |
| Libertad Fútbol Club                       | Loja                  | Estadio Federativo Reina del Cisne                |
| Club Deportivo Italia                      | Loja                  | Estadio Federativo Reina del Cisne                |
| Club Deportivo Sport Villarreal            | Cariamanga            | Estadio Municipal de Cariamanga                   |

## Equipos por cantón
| Cantón   | N.º | Equipos                                                        |
| -------- | --- | -------------------------------------------------------------- |
| Loja     | 4   | - Loja Federal - Sportivo Loja - Libertad F. C. - Italia F. C. |
| Catamayo | 1   | - Valle de Catamayo                                            |
| Calvas   | 1   | - Sport Villarreal                                             |

## Clasificación
| Pos. | Equipo            | Pts. | PJ | G | E | P | GF | GC | Dif. |  |
| ---- | ----------------- | ---- | -- | - | - | - | -- | -- | ---- |  |
| 1    | Libertad F. C.    | 27   | 10 | 9 | 0 | 1 | 33 | 7  | +26  |  |
| 2    | Loja Federal      | 25   | 10 | 8 | 1 | 1 | 33 | 8  | +25  |  |
| 3    | Sport Villarreal  | 13   | 10 | 4 | 1 | 5 | 21 | 20 | +1   |  |
| 4    | Valle de Catamayo | 13   | 10 | 4 | 1 | 5 | 21 | 21 | 0    |  |
| 5    | Italia F. C.      | 9    | 10 | 3 | 0 | 7 | 13 | 31 | −18  |  |
| 6    | Sportivo Loja     | 1    | 10 | 0 | 1 | 9 | 10 | 44 | −34  |  |

 Fuente: Aso Loja, @AscensoEcuador
Criterios de clasificación: 1) Puntos; 2) Diferencia de goles; 3) Goles marcados
|  | Campeón. Clasificado a los play-offs de Segunda Categoría 2021.    |
|  | Subcampeón. Clasificado a los play-offs de Segunda Categoría 2021. |
|  | Clasificado a los play-offs de Segunda Categoría 2021.             |

## Evolución de la clasificación
| Equipo / Jornada  | 01 | 02 | 03 | 04 | 05 | 06 | 07 | 08 | 09 | 10 |
| ----------------- | -- | -- | -- | -- | -- | -- | -- | -- | -- | -- |
| Libertad F. C.    | 2  | 2  | 2  | 1  | 1  | 1  | 1  | 1  | 1  | 1  |
| Loja Federal      | 3  | 3  | 1  | 2  | 2  | 2  | 2  | 2  | 2  | 2  |
| Sport Villarreal  | 1  | 1  | 3  | 3  | 3  | 4  | 5  | 5  | 4  | 3  |
| Valle de Catamayo | 5  | 5  | 4  | 4  | 4  | 3  | 3  | 3  | 3  | 4  |
| Italia F. C.      | 4  | 4  | 5  | 5  | 5  | 5  | 4  | 4  | 5  | 5  |
| Sportivo Loja     | 6  | 6  | 6  | 6  | 6  | 6  | 6  | 6  | 6  | 6  |

## Resultados
- Los horarios corresponden al huso horario de Ecuador: (UTC-5).

### Primera vuelta
| Loja Federal   | 2 - 0 | Italia F. C.      | Reina del Cisne | 19 de junio | 10:00 |
| Sportivo Loja  | 1 - 5 | Sport Villarreal  | Reina del Cisne | 19 de junio | 12:00 |
| Libertad F. C. | 5 - 1 | Valle de Catamayo | Reina del Cisne | 19 de junio | 14:00 |

| Sportivo Loja     | 1 - 2 | Libertad F. C. | Reina del Cisne | 26 de junio | 09:00 |
| Valle de Catamayo | 1 - 2 | Loja Federal   | Reina del Cisne | 26 de junio | 12:00 |
| Sport Villarreal  | 2 - 1 | Italia F. C.   | Reina del Cisne | 26 de junio | 15:00 |

| Loja Federal   | 8 - 1 | Sportivo Loja     | Reina del Cisne | 3 de julio | 09:00 |
| Italia F. C.   | 2 - 6 | Valle de Catamayo | Reina del Cisne | 3 de julio | 12:00 |
| Libertad F. C. | 2 - 0 | Sport Villarreal  | Reina del Cisne | 3 de julio | 15:00 |

| Sportivo Loja    | 2 - 3 | Italia F. C.      | Reina del Cisne | 10 de julio | 09:00 |
| Libertad F. C.   | 2 - 1 | Loja Federal      | Reina del Cisne | 10 de julio | 12:00 |
| Sport Villarreal | 1 - 2 | Valle de Catamayo | Reina del Cisne | 10 de julio | 15:00 |

| Italia F. C.      | 0 - 1 | Libertad F. C.   | Reina del Cisne | 17 de julio | 09:00 |
| Valle de Catamayo | 2 - 2 | Sportivo Loja    | Reina del Cisne | 17 de julio | 12:00 |
| Loja Federal      | 2 - 2 | Sport Villarreal | Reina del Cisne | 17 de julio | 15:00 |

### Segunda vuelta
| Libertad F. C.   | 4 - 0 | Italia F. C.      | Universidad Nacional de Loja | 4 de agosto | 09:00 |
| Sportivo Loja    | 0 - 3 | Valle de Catamayo | Universidad Nacional de Loja | 4 de agosto | 12:00 |
| Sport Villarreal | 1 - 3 | Loja Federal      | Universidad Nacional de Loja | 4 de agosto | 15:00 |

| Italia F. C.      | 4 - 2 | Sportivo Loja    | Universidad Nacional de Loja | 24 de julio | 09:00 |
| Loja Federal      | 1 - 0 | Libertad F. C.   | Universidad Nacional de Loja | 24 de julio | 12:00 |
| Valle de Catamayo | 3 - 2 | Sport Villarreal | Universidad Nacional de Loja | 24 de julio | 15:00 |

| Sportivo Loja     | 0 - 4 | Loja Federal   | Universidad Nacional de Loja | 31 de julio | 09:00 |
| Valle de Catamayo | 1 - 2 | Italia F. C.   | Universidad Nacional de Loja | 31 de julio | 12:00 |
| Sport Villarreal  | 2 - 4 | Libertad F. C. | Universidad Nacional de Loja | 31 de julio | 15:00 |

| Libertad F. C. | 10 - 0 | Sportivo Loja     | Universidad Nacional de Loja | 7 de agosto | 09:00 |
| Loja Federal   | 2 - 1  | Valle de Catamayo | Universidad Nacional de Loja | 7 de agosto | 12:00 |
| Italia F. C.   | 1 - 3  | Sport Villarreal  | Universidad Nacional de Loja | 7 de agosto | 15:00 |

| Italia F. C.      | 0 - 8 | Loja Federal   | Universidad Nacional de Loja | 14 de agosto | 09:00 |
| Sport Villarreal  | 3 - 1 | Sportivo Loja  | Universidad Nacional de Loja | 14 de agosto | 12:00 |
| Valle de Catamayo | 1 - 3 | Libertad F. C. | Universidad Nacional de Loja | 14 de agosto | 15:00 |

### Tabla de resultados cruzados
| Local \ Visitante | LIB | FED | CAT | SPO  | ITA | VIL |
| ----------------- | --- | --- | --- | ---- | --- | --- |
| Libertad F. C.    | —   | 2–1 | 5–1 | 10–0 | 4–0 | 2–0 |
| Loja Federal      | 1–0 | —   | 2–1 | 8–1  | 2–0 | 2–2 |
| Valle de Catamayo | 1–3 | 1–2 | —   | 2–2  | 1–2 | 3–2 |
| Sportivo Loja     | 1–2 | 0–4 | 0–3 | —    | 2–3 | 1–5 |
| Italia F. C.      | 0–1 | 0–8 | 2–6 | 4–2  | —   | 1–3 |
| Sport Villarreal  | 2–4 | 1–3 | 1–2 | 3–1  | 2–1 | —   |

### Campeón
| Bandera de Loja                                                                                              |
| Libertad F. C. 2.° título Clasificado a los play-offs de la Segunda Categoría 2021 y a la Copa Ecuador 2022. |
| También clasificó Loja Federal como subcampeón y el Club Sport Villarreal como tercer puesto.                |

## Goleadores
| Pos. | Jugador          | Equipo            | Goles |
| ---- | ---------------- | ----------------- | ----- |
| 1    | Eduardo García   | Sport Villarreal  | 14    |
| 2    | Ángel Perea      | Loja Federal      | 8     |
| 3    | Robinson Requené | Libertad F. C.    | 6     |
| 4    | Lenín Chininín   | Valle de Catamayo | 5     |
| 5    | Luis Maza        | Loja Federal      | 4     |